# Araneus simillimus
Araneus simillimus este o specie de păianjeni din genul Araneus, familia Araneidae, descrisă de Kulczynski, 1911. Conform Catalogue of Life specia Araneus simillimus nu are subspecii cunoscute.